# Роман (цар)
Вижте пояснителната страница за други личности с името Роман.
Ро̀ман е цар на България от 977 до 997 г. (де факто до 991 г.).

## Произход
Той е син на цар Петър I и Ирина (Мария) Лакапина, внучка на византийския император Роман I Лакапин. По-малък брат е на цар Борис II и е внук на Симеон Велики. Вероятно се казва Роман Симеон и след 931 г. посещава Константинопол с майка си и по-големия си брат.

## Византийски плен
През 963 г. е свален византийският император Роман II и роднинските връзки на българското царско семейство с византийския императорски двор са прекъснати. Новият император Никифор II Фока отказва да преподпише мирния договор, освен ако Борис и Роман не бъдат изпратени в Константинопол като заложници. През 970 г. след смъртта на Петър I, Борис и Роман се връщат в България, където по-големият поема властта.
През 971 г. Преслав и североизточните български земи са завладени от Йоан I Цимиски, а наследниците на Петър – отведени отново в Константинопол. Тъй като Борис II няма наследници от мъжки пол, той не представлява опасност за ромейската власт в българските земи, а Роман е още неженен. Ето защо василевсът нарежда той да бъде скопен.
През 978 г. или в началото на 979 г. Роман с брат си бягат от византийски плен и се отправят към България. Легендата разказва, че Борис II по погрешка бива убит от български граничар, защото носел византийски дрехи. Роман успява да обясни кой е и е отведен при Самуил.

## Владетел на България
След смъртта на брат му Роман е признат от комитопулите за цар. Някои учени, позовавайки се на сведенията на по-късно живелия Йоан Скилица, смятат, че Роман не е бил цар и че цялата политическа власт се е намирала в ръцете на Самуил, но съвременниците на тези събития арабинът Яхия Антиохийски и арменецът Степанос Таронци са категорични, че Роман действително е управлявал. Арменският хронист дори е впечатлен, че българският цар е евнух, т.е. това е доста необичайно, но комитопулите са се придържали към вековната държавна традиция на българите за сакралността на царския род.
Според проф. Пламен Павлов цар Роман установява столицата си в Скопие, където и основава манастира „Свети Георги Бързоходни“. Историкът е категоричен, че липсват каквито и да било доказателства в подкрепа на твърдението, че Роман се отдава само на църковни дела, оттегляйки се от политическите, и припомня, че царят участва в битката при Траянови врата през 986 г., а и повторното му пленяване през 991 г. става пак във време на война. Специално участието на цар Роман в битката при Траянови врата напр. е отразено в добавките на епископ Михаил Деволски, както и в Битолския надпис.
През 991 г. Роман е пленен в битка и хвърлен от Василий II в затвора, където умира през 997 г. Чак след вестта за смъртта на царя Самуил е провъзгласен за нов български цар.